# 荊州区
荊州区（けいしゅう-く）は中華人民共和国湖北省荊州市に位置する市轄区。
荊州区内には古代の荊州の中心都市であり三国志でも知られた江陵城（荊州古城）がある。現在残る城郭都市は1646年に改修されたものだが、中国南部でも最も保存状態の良い城郭都市の1つである。
この江陵城が近年まで江陵県の中心だったが、江陵県が1994年に沙市市と荊州地区と合併して一つの市となって以来、江陵城のある地域は荊州区となり、江陵県は旧江陵県の東部のみとなった。古代の江陵は荊州区のことであり、現在の江陵県とはあまり関係はない。

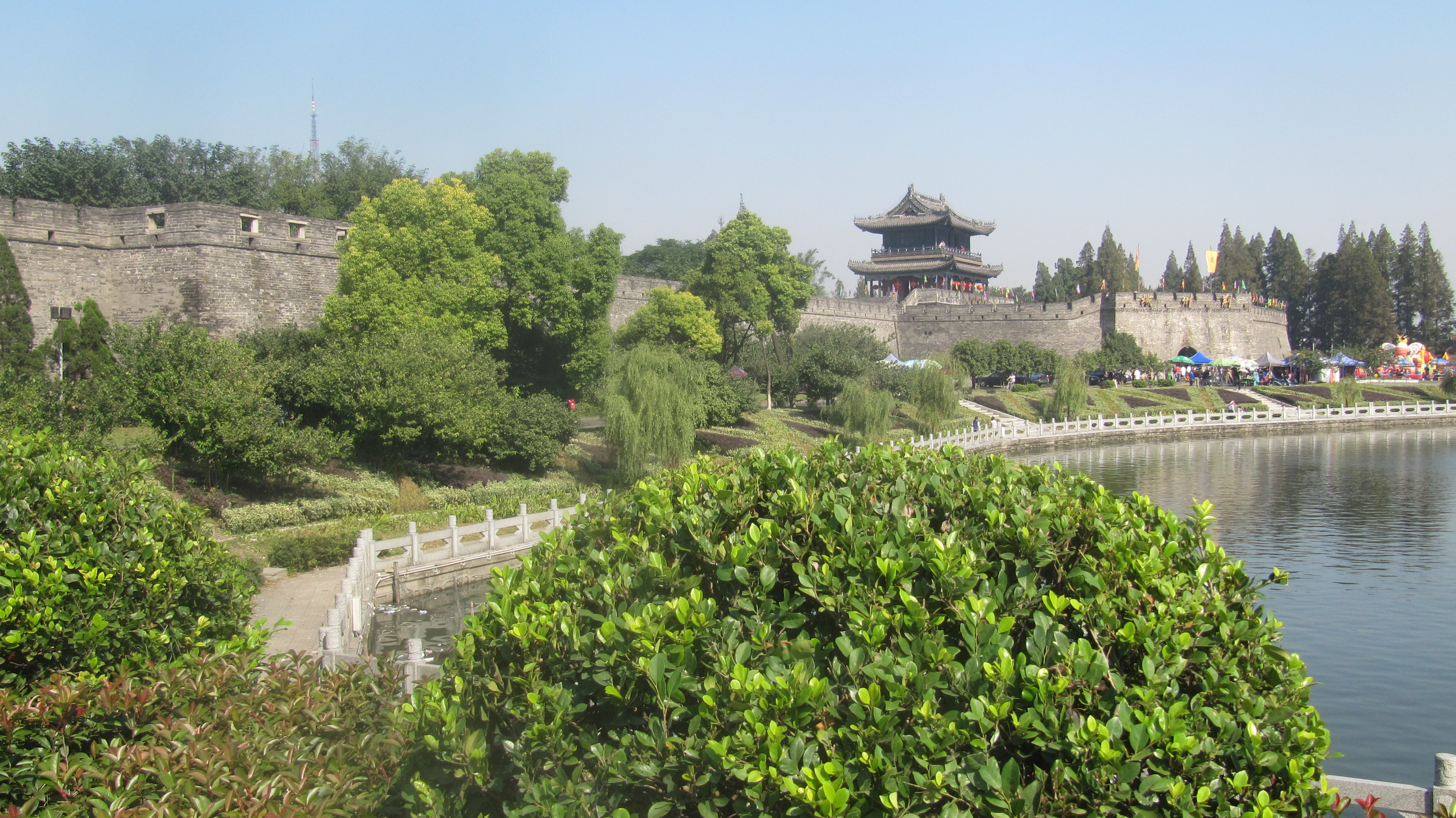
荊州古城

## 行政区画
5街道、7鎮を管轄する。
- 街道：西城街道、東城街道、城南街道、鳳凰街道、太湖港街道
- 鎮：紀南鎮、川店鎮、馬山鎮、八嶺山鎮、李埠鎮、弥市鎮、郢城鎮